# Uromys imperator
Uromys imperator is een uitgestorven knaagdier uit het geslacht Uromys dat voorkwam op Guadalcanal in de Salomonseilanden. Waarschijnlijk heeft hij het langste overleefd in bergregenwoud, maar ook uit andere delen van het eiland zijn tekenen van zijn vroegere aanwezigheid gevonden. Anders dan de meeste soorten van zijn geslacht leefde deze soort voornamelijk op de grond; dat was misschien ook een van de redenen voor zijn uitsterven. De Australische bioloog Tim Flannery heeft in Guadalcanal van de lokale bevolking gehoord over een groot, op de grond levend knaagdier, dat sinds de jaren 60 van de 20e eeuw niet meer gezien was en waarschijnlijk U. imperator was.
U. imperator was een zeer groot knaagdier met een korte, naakte staart met relatief kleine schubben. De kop-romplengte bedraagt 340 tot 350 mm, de staartlengte 250 tot 258 mm, de achtervoetlengte 64 tot 66 mm en de oorlengte 19 tot 20 mm.
Bergmozaïekstaartrat (Uromys anak) · Mozaïekstaartrat (Uromys caudimaculatus) · Uromys boeadii · Uromys emmae · Uromys hadrourus · Uromys imperator · Uromys neobritannicus · Uromys porculus · Uromys rex · Uromys siebersi · Uromys vika